# 7号型魚雷艇
7号型魚雷艇（ななごうがたぎょらいてい、英語: PT No.7 class torpedo boat）は、海上自衛隊が運用していた魚雷艇の艦級。昭和29年度計画で2隻が建造され、1970年代まで運用されていた。

## 概要
海上自衛隊では、国産艦艇建造再開初年度にあたる昭和28年度より、丙型駆潜艇の計画名のもとで魚雷艇の整備に着手していた。同年度計画では60トン級魚雷艇6隻の建造が認可され、木製艇として1号型、軽合金艇として3号型、鋼製艇として5号型が2隻ずつ建造された。運用実績の比較により、船質としては軽合金が最善と判断されたが、いずれも船型過小であり、また高速航行時のソナードームの造波抵抗が大きいなど設計上の問題が指摘されていた。このことから、翌昭和29年度計画において、3号型をもとにこれらの是正をはかった拡大型として設計されたのが本型である。
設計面では3号型の拡大型であり、大きな変更はないが、当時世界最大のアルミ合金艇であった。また主機関としては、3号型が三菱YV20ZC15/20型 V型20気筒ディーゼルエンジン2基で2軸を駆動していたものを、同機種3基で3軸を駆動する方式としており、もともと実用化直後の主機関で初期不良が多かったうえに、気筒数が多いこともあって整備には手間がかかったとされている。しかしこれにより、3号型では計画速力31ノットであったにもかかわらず海上公試でも28ノットまでしか発揮できなかったのに対して、本型の公試では計画速力を若干上回る速力（例えば7号では33.09ノット）が記録された。また1968年には、次年度計画の11号型でCODAG主機の搭載が予定されていたことを受けて、7号の中央機をIM300ガスタービンエンジン（航空機用ゼネラル・エレクトリック T64ターボプロップエンジンの舶用版）に換装して、1969年まで運用試験が行なわれた。
装備面でもおおむね3号型が踏襲されたが、魚雷発射管（試製54式53センチ単装水上発射管HO-101）とMk.3 40mm単装機銃の装備数は倍増した。またソナー・ドームも、キャビテーションが発生しにくい形状に改められた。

## 配備
2隻ともに第2魚雷艇隊に配属され、同船質の3号型と行動を共にすることになった。同隊は当初横須賀地方隊の横須賀基地警防隊（1959年に横須賀防備隊に改編）の隷下にあったが、1961年9月1日に呉地方隊に、1972年3月31日にはさらに舞鶴地方隊に編成替えとなった。
なお魚雷艇7号は上記の通り、一時期ガスタービン主機の実験艇として改装されていたこともあり、海自魚雷艇ではもっとも早く運用を終了することとなった。
| #      | 艦名      | 建造所              | 起工                        | 竣工                         | 配属                                             | 除籍                         |
| ------ | --------- | ------------------- | --------------------------- | ---------------------------- | ------------------------------------------------ | ---------------------------- |
| PT-807 | 魚雷艇7号 | 三菱造船 下関造船所 | 1956年 （昭和31年） 8月23日 | 1957年 （昭和32年） 12月19日 | 第2魚雷艇隊 (横須賀地方隊 →呉地方隊 →舞鶴地方隊) | 1972年 （昭和47年） 12月16日 |
| PT-808 | 魚雷艇8号 | 三菱造船 下関造船所 | 1956年 （昭和31年） 8月23日 | 1958年 （昭和33年） 1月10日  | 第2魚雷艇隊 (横須賀地方隊 →呉地方隊 →舞鶴地方隊) | 1974年 （昭和49年） 2月15日  |